# Neuza Silva
Neuza Silva (Setúbal, 4 de maio de 1983) é uma ex-tenista portuguesa que se retirou em setembro de 2010. Foi treinada por Paulo Lucas (e André Lopes). Começou a jogar ténis as 7 anos, é destra e o seu piso de jogo favorito é o rápido. Em meados de julho de 2008, é a nº212 em singulares e nº271 em pares, no ranking WTA. Porém, em Julho de 2009, conseguiu atingir o seu melhor ranking de sempre, sendo a 133ªWTA. Em pares, o seu melhor ranking foi o 185ªWTA.
Tem como melhores resultados as vitórias nos torneios:
- Felixstowe (Grã-Bretanha)
- Kaarst (Alemanha)
- Portimão (Portugal)
- Braga (Portugal)
- Corunha (Espanha)
- Alcobaça, por duas vezes (Portugal)
- Vlaardigen, (Países Baixos)
- Lleida (Espanha)
- Évora (Portugal)

Todos estes torneios fazem parte do calendário ITF, não WTA.
Em pares, já venceu também quinze torneios. Outros resultados importantes na sua carreira foram as entradas nas qualificações de vários torneios de Grand Slam.Foi a primeira portuguesa a ultrapassar uma ronda no Estoril Open.
É, desde 19 de Dezembro de 2015, Selecionadora Nacional na Fed Cup de Ténis, substituindo André Lopes. (1) (2)
(1) http://www.dn.pt/desporto/interior/neuza-silva-e-a-nova-selecionadora-de-tenis-feminino-4945427.html
(2) https://web.archive.org/web/20160122091502/http://www.tenis.pt/index.php/imprensa/artigos/noticias/141-noticias-selecoes/20487-estagio-selecoes-19-12-2015